# Горан Юрич
Горан Юрич (хорв. Goran Jurić, нар. 5 лютого 1963, Мостар) — югославський та хорватський футболіст, що грав на позиції захисника.
Виступав, зокрема, за клуби «Црвена Звезда» та «Кроація», а також національну збірну Хорватії.

## Клубна кар'єра
У дорослому футболі дебютував 1982 року виступами за команду «Вележ», в якій провів п'ять сезонів, взявши участь у 130 матчах чемпіонату і у 1986 році виграв з командою Кубок Югославії.
Своєю грою за цю команду привернув увагу представників тренерського штабу «Црвени Звезди», до складу якої приєднався 1987 року. Відіграв за белградську команду наступні чотири сезони своєї ігрової кар'єри. За цей час команда виграла три чемпіонати Югославії і один кубок, але найбільшим досягненням стала перемога в Кубку європейських чемпіонів у 1991 році, де у фіналі «Црвена Звезда» обіграла «Марсель» 5:3 в серії пенальті. Проте Юрич в цьому матчі участі не брав, оскільки ще на початку 1991 року перейшов в клуб іспанської Сегунди «Сельта Віго», де став основним гравцем і допоміг клубу за підсумком сезону 1991/92 вийти до Ла Ліги.
У вищому іспанському дивізіоні хорват за сезон провів 32 матчі, після чого повернувся на батьківщину, де грав за «Загреб» та «Хрватскі Драговоляц», а з 1997 року став виступати за «Кроацію», з якою виграв чотири національних чемпіонати і два Кубка Хорватії.
Протягом 2000—2001 років захищав кольори японського клубу «Йокогама Ф. Марінос», але на поле виходив нечасто.
Завершив професійну ігрову кар'єру у клубі «Загреб», у складі якого вже виступав раніше, зігравши кілька матчів у кінці сезону 2000/01.

## Виступи за збірні
У 1988—1989 роках Юрич провів чотири гри у складі національної збірної Югославії, після чого тривалий час не грав ні за Югославію, ні за створену в майбутньому збірну Хорватії.
У складі «картатих» Юрич дебютував лише 2 квітня 1997 року у грі проти збірної Словенії (3:3). Тим не менш наступного року у складі збірної Горан був учасником чемпіонату світу 1998 року у Франції, на якому команда сенсаційно здобула бронзові нагороди, але на «мундіалі» Юрич на поле так і не вийшов.
Останній матч за збірну провів 13 листопада 1999 року проти СР Югославії (2:2). Протягом кар'єри у національній команді, яка тривала усього три роки, провів у формі головної команди країни 15 матчів.

## Досягнення
«Вележ»
- Володар Кубка Югославії: 1985/86

«Црвена Звезда»
- Чемпіон Югославії: 1987/88, 1989/90, 1990/91
- Володар Кубка Югославії: 1989/90
- Володар європейських чемпіонів: 1990/91

«Сельта»
- Сегунда Дивізіон: 1991/92

«Динамо» (Загреб)
- Чемпіон Хорватії: 1996/97, 1997/98, 1998/99, 1999/00
- Володар Кубка Хорватії: 1996/97, 1997/98

Хорватія
- Бронзовий призер чемпіонату світу: 1998

### Нагороди
- Red hrvatskog pletera — 1998[1]